# Claude Sauvage
Pour les articles homonymes, voir Sauvage.
Claude Sauvage, né le 18 juillet 1936 à Melun et mort le 8 février 2011 à Boissise-la-Bertrand (Seine-et-Marne), est un coureur cycliste français, professionnel de 1960 à 1962.

## Palmarès
- 1959
  -  Champion de France sur route amateurs
  - 2e du Grand Prix de France
  - 2e de Paris-Évreux

### Résultats sur les grands tours

#### Tour de France
1 participation
- 1961 : hors délai (6e étape)

#### Tour d'Espagne
1 participation
- 1961 : 40e